# Segunda División de Chile 1990
El Campeonato Nacional de Fútbol de Segunda División de 1990 fue el 39° torneo disputado de la segunda categoría del fútbol profesional chileno, con la participación de 24 equipos divididos en dos grupos de 12 equipos.
El campeón del torneo fue Provincial Osorno, que consiguió el ascenso a Primera División, junto con el subcampeón Coquimbo Unido.
Posteriormente Deportes Antofagasta también lograría el ascenso a Primera División al lograr el tercer puesto en La Liguilla de Promoción, y verse beneficiado por el abandono del fútbol profesional del club Naval de Talcahuano.

## Aspectos generales

### Modalidad
El torneo consistió en la división de dos zonas: Zona Norte y Zona Sur, participando 12 equipos (de un total de 24) en cada una.
En la primera fase, cada zona se jugó durante 22 fechas, en dos ruedas y bajo el sistema de todos contra todos, clasificando los seis primeros equipos de cada una a la fase final de ascenso, mientras los restantes seis disputaban la fase final de descenso.
En la fase final de ascenso (o fase A), los seis equipos de cada zona jugaron 10 fechas, en dos ruedas y bajo el sistema de todos contra todos. El equipo que al final de la fase terminaba ubicado en la primera posición de la tabla de cada zona, lograba el ascenso a la Primera División, mientras que los equipos ubicados en la segunda posición jugaban la Liguilla de Promoción.
En la fase final de descenso (o fase B), los seis equipos de cada zona jugaron 10 fechas, en dos ruedas y bajo el sistema de todos contra todos. Los dos equipos que al final de la fase terminaban ubicado en las dos últimas posiciones de la tabla de cada zona, pierden la categoría de forma directa. Mientras que los décimos posicionados de cada zona disputaban en partidos de ida y vuelta, el quinto equipo descendido.
Finalmente, el primer posicionado de la fase final de ascenso de la Zona Norte junto al primer posicionado de la fase final de ascenso de la Zona Sur disputaban, en partidos de ida y vuelta, el título de Segunda División.

## Movimientos divisionales
| Pos | a Primera División 1990                    |
| --- | ------------------------------------------ |
| 1º  | Universidad de Chile (Campeón)             |
| 2º  | Palestino                                  |
| 3º  | Santiago Wanderers (Liguilla de Promoción) |

| Pos | desde Tercera División de Chile 1989 |
| --- | ------------------------------------ |
| 1º  | Deportes Lozapenco                   |

| Pos | Descendido desde Primera División de Chile 1989 |
| --- | ----------------------------------------------- |
| 1º  | Unión San Felipe (Liguilla de Promoción)        |
| 2º  | Rangers de Talca                                |
| 3º  | Deportes Valdivia                               |

| Pos | Descendido a Tercera División de Chile 1990 |
| --- | ------------------------------------------- |
| 1º  | Unión La Calera                             |

## Equipos participantes
| Equipo                | Ciudad                        |
| --------------------- | ----------------------------- |
| Audax Italiano        | La Florida, Santiago de Chile |
| Cobreandino           | Los Andes                     |
| Colchagua             | San Fernando                  |
| Coquimbo Unido        | Coquimbo                      |
| Curicó Unido          | Curicó                        |
| Deportes Antofagasta  | Antofagasta                   |
| Deportes Arica        | Arica                         |
| Deportes Linares      | Linares                       |
| Deportes Lozapenco    | Penco                         |
| Deportes Ovalle       | Ovalle                        |
| Deportes Puerto Montt | Puerto Montt                  |
| Deportes Temuco       | Temuco                        |
| Deportes Valdivia     | Valdivia                      |
| General Velásquez     | San Vicente de Tagua Tagua    |
| Iberia                | Los Ángeles                   |
| Lota Schwager         | Coronel                       |
| Magallanes            | Maipú, Santiago de Chile      |
| Ñublense              | Chillán                       |
| Provincial Osorno     | Osorno                        |
| Rangers               | Talca                         |
| Regional Atacama      | Copiapó                       |
| San Luis              | Quillota                      |
| Soinca Bata           | Melipilla                     |
| Unión San Felipe      | San Felipe                    |

## Primera fase

### Zona Norte
| Pos | Equipo                | PJ | PG | PE | PP | GF | GC | Dif | Pts |
| --- | --------------------- | -- | -- | -- | -- | -- | -- | --- | --- |
| 1   | Coquimbo Unido        | 22 | 11 | 6  | 5  | 32 | 18 | 14  | 28  |
| 2   | Deportes Antofagasta  | 22 | 11 | 5  | 6  | 26 | 18 | 8   | 27  |
| 3   | Audax Italiano        | 22 | 9  | 9  | 4  | 32 | 17 | 15  | 27  |
| 4   | Regional Atacama      | 22 | 9  | 6  | 7  | 26 | 22 | 4   | 24  |
| 5   | Unión San Felipe      | 22 | 9  | 6  | 7  | 33 | 36 | -3  | 24  |
| 6   | Magallanes            | 22 | 7  | 8  | 7  | 27 | 25 | 2   | 22  |
| 7   | Deportes Ovalle       | 22 | 5  | 12 | 5  | 16 | 18 | -2  | 22  |
| 8   | Cobreandino           | 22 | 7  | 7  | 8  | 21 | 23 | -2  | 21  |
| 9   | Soinca Bata Melipilla | 22 | 7  | 7  | 8  | 25 | 29 | -4  | 21  |
| 10  | Deportes Arica        | 22 | 5  | 9  | 8  | 14 | 19 | -5  | 19  |
| 11  | San Luis de Quillota  | 22 | 2  | 12 | 8  | 18 | 29 | -11 | 16  |
| 12  | General Velásquez     | 22 | 1  | 11 | 10 | 19 | 35 | -16 | 13  |

|  | Clasifica a Liguilla Ascenso Norte.  |
|  | Clasifica a Liguilla Descenso Norte. |

### Zona Sur
| Pos | Equipo                | PJ | PG | PE | PP | GF | GC | Dif | Pts |
| --- | --------------------- | -- | -- | -- | -- | -- | -- | --- | --- |
| 1   | Provincial Osorno     | 22 | 13 | 5  | 4  | 40 | 17 | 23  | 31  |
| 2   | Rangers               | 22 | 10 | 9  | 3  | 34 | 21 | 13  | 29  |
| 3   | Deportes Temuco       | 22 | 10 | 5  | 7  | 33 | 26 | 7   | 25  |
| 4   | Lota Schwager         | 22 | 7  | 8  | 7  | 26 | 22 | 4   | 23  |
| 5   | Ñublense              | 22 | 7  | 8  | 7  | 23 | 22 | 1   | 22  |
| 6   | Colchagua             | 22 | 9  | 3  | 10 | 26 | 28 | -2  | 21  |
| 7   | Iberia                | 22 | 6  | 8  | 8  | 19 | 23 | -4  | 20  |
| 8   | Curicó Unido          | 22 | 6  | 8  | 8  | 19 | 23 | -4  | 19  |
| 9   | Deportes Puerto Montt | 22 | 6  | 6  | 10 | 20 | 26 | -6  | 19  |
| 10  | Deportes Lozapenco    | 22 | 8  | 5  | 9  | 29 | 33 | -4  | 18  |
| 11  | Deportes Valdivia     | 22 | 6  | 8  | 8  | 28 | 34 | -6  | 18  |
| 12  | Deportes Linares      | 22 | 5  | 6  | 11 | 12 | 33 | -21 | 16  |

|  | Clasifica a Liguilla Ascenso Sur.  |
|  | Clasifica a Liguilla Descenso Sur. |

Se le restaron tres puntos a Deportes Lozapenco, por irregularidades financieras

## Segunda fase

### Liguilla Ascenso Norte
| Pos | Equipo               | PJ | PG | PE | PP | GF | GC | Dif | Pts |
| --- | -------------------- | -- | -- | -- | -- | -- | -- | --- | --- |
| 1   | Coquimbo Unido       | 10 | 6  | 2  | 2  | 16 | 12 | 4   | 43  |
| 2   | Deportes Antofagasta | 10 | 4  | 3  | 3  | 16 | 15 | 1   | 40  |
| 3   | Audax Italiano       | 10 | 5  | 1  | 4  | 15 | 10 | 5   | 38  |
| 4   | Regional Atacama     | 10 | 6  | 1  | 3  | 20 | 15 | 5   | 37  |
| 5   | Unión San Felipe     | 10 | 2  | 2  | 6  | 15 | 21 | -6  | 30  |
| 6   | Magallanes           | 10 | 1  | 3  | 6  | 6  | 15 | -9  | 27  |

### Liguilla Descenso Norte
| Pos | Equipo                | PJ | PG | PE | PP | GF | GC | Dif | Pts |
| --- | --------------------- | -- | -- | -- | -- | -- | -- | --- | --- |
| 7   | Soinca Bata Melipilla | 10 | 4  | 3  | 3  | 13 | 10 | 3   | 32  |
| 8   | Cobreandino           | 10 | 4  | 3  | 3  | 15 | 14 | 1   | 32  |
| 9   | Deportes Ovalle       | 10 | 3  | 3  | 4  | 12 | 12 | 0   | 31  |
| 10  | Deportes Arica        | 10 | 3  | 4  | 3  | 17 | 15 | 2   | 29  |
| 11  | San Luis de Quillota  | 10 | 3  | 6  | 1  | 9  | 9  | 0   | 28  |
| 12  | General Velásquez     | 10 | 2  | 3  | 5  | 6  | 12 | -6  | 20  |

|  | Final por el campeonato. Asciende a Primera División. |
|  | Clasifica a Liguilla de Promoción.                    |
|  | Juega Definición por Quinto Descenso.                 |
|  | Desciende a Tercera División.                         |

### Liguilla Ascenso Sur
| Pos | Equipo            | PJ | PG | PE | PP | GF | GC | Dif | Pts |
| --- | ----------------- | -- | -- | -- | -- | -- | -- | --- | --- |
| 1   | Provincial Osorno | 10 | 7  | 2  | 1  | 14 | 4  | 10  | 47  |
| 2   | Rangers           | 10 | 5  | 2  | 3  | 14 | 10 | 4   | 41  |
| 3   | Colchagua         | 10 | 6  | 3  | 1  | 16 | 9  | 7   | 36  |
| 4   | Deportes Temuco   | 10 | 2  | 4  | 4  | 10 | 13 | -3  | 33  |
| 5   | Lota Schwager     | 10 | 1  | 1  | 8  | 7  | 18 | -11 | 26  |
| 6   | Ñublense          | 10 | 2  | 2  | 6  | 10 | 17 | -7  | 20  |

### Liguilla Descenso Sur
| Pos | Equipo                | PJ | PG | PE | PP | GF | GC | Dif | Pts |
| --- | --------------------- | -- | -- | -- | -- | -- | -- | --- | --- |
| 7   | Deportes Lozapenco    | 10 | 7  | 0  | 3  | 22 | 15 | 7   | 32  |
| 8   | Deportes Puerto Montt | 10 | 4  | 3  | 3  | 12 | 10 | 2   | 30  |
| 9   | Iberia                | 10 | 4  | 2  | 4  | 12 | 12 | 0   | 30  |
| 10  | Deportes Linares      | 10 | 5  | 1  | 4  | 19 | 17 | 2   | 27  |
| 11  | Curicó Unido          | 10 | 3  | 3  | 4  | 15 | 14 | 1   | 27  |
| 12  | Deportes Valdivia     | 10 | 2  | 0  | 8  | 12 | 24 | -12 | 22  |

|  | Final por el campeonato. Asciende a Primera División. |
|  | Clasifica a Liguilla de Promoción.                    |
|  | Juega Definición por Quinto Descenso.                 |
|  | Desciende a Tercera División.                         |

## Final por el campeonato
| Partido Ida; 19 de enero de 1991 | Coquimbo Unido | 0:0 | Provincial Osorno | Estadio Francisco Sánchez Rumoroso, Coquimbo (Chile)          |  |
|                                  |                |     |                   | Asistencia: 4.700 espectadores Árbitro(s): Juan Pablo Torrens |  |

| Partido Vuelta; 26 de enero de 1991 | Provincial Osorno      | 1:0 | Coquimbo Unido | Estadio Parque Schott, Osorno (Chile)                     |                                                           |
|                                     | Caupolican Escobar 90' |     |                | Asistencia: 7.500 espectadores Árbitro(s): Jorge Massardo | Asistencia: 7.500 espectadores Árbitro(s): Jorge Massardo |

| Bandera de Chile            |
| Campeón Provincial Osorno   |
| Asciende a Primera División |

## Definición quinto descenso
| Partido de Ida; 16 de enero de 1991 | Deportes Linares | 1:1 | Deportes Arica | Estadio Fiscal de Linares, Linares (Chile)               |  |
|                                     |                  |     |                | Asistencia: 3.000 espectadores Árbitro(s): Enrique Marín |  |

| Partido de Vuelta; 19 de enero de 1991 | Deportes Arica | 2:0 | Deportes Linares | Estadio Carlos Dittborn, Arica (Chile)                    |  |
|                                        |                |     |                  | Asistencia: 12.000 espectadores Árbitro(s): Gastón Castro |  |

- Deportes Linares por lógica debía desciender a la Tercera División, pero mantendría la categoría debido al abandono del fútbol profesional de Naval de Talcahuano.

## Liguilla de promoción
Los 4 equipos que participaron en esa liguilla, tenían que jugar en una sola sede, en este caso en Antofagasta y lo disputaron en un formato de todos contra todos en 3 fechas. Los 2 ganadores jugarán en Primera División para el año 1991, mientras que los 2 perdedores jugarán en Segunda División para el mismo año mencionado.
| Pos | Equipo               | PJ | PG | PE | PP | GF | GC | Dif | Pts |
| --- | -------------------- | -- | -- | -- | -- | -- | -- | --- | --- |
| 1   | Everton              | 3  | 1  | 2  | 0  | 6  | 4  | 2   | 4   |
| 2   | Naval                | 3  | 1  | 2  | 0  | 5  | 3  | 2   | 4   |
| 3   | Deportes Antofagasta | 3  | 0  | 2  | 1  | 7  | 9  | -2  | 2   |
| 4   | Rangers              | 3  | 0  | 2  | 1  | 4  | 6  | -2  | 1   |

PJ=Partidos jugados; PG=Partidos ganados; PE=Partidos empatados; PP=Partidos perdidos; GF=Goles a favor; GC=Goles en contra; Dif=Diferencia de gol; Pts=Puntos
|  | Jugarán en Primera División de Chile 1991 |
|  | Jugarán en Segunda División de Chile 1991 |

Fecha 1
| 17 de enero de 1991 | Naval               | 1:1 (1:1) | Rangers                    | Estadio Regional, Antofagasta                              |                                                            |
|                     | Francino 20' (a.g.) |           | Nelson Figueroa 37' (a.g.) | Asistencia: 20.920 espectadores Árbitro(s): Segundo Toledo | Asistencia: 20.920 espectadores Árbitro(s): Segundo Toledo |

| 17 de enero de 1991 | Deportes Antofagasta   | 3:3 (1:2) | Everton                                        | Estadio Regional, Antofagasta                             |                                                           |
|                     | Marchant 37', 48', 57' |           | L. Guarda 17' · J. C. Guarda 29' · Segovia 42' | Asistencia: 20.920 espectadores Árbitro(s): Gastón Castro | Asistencia: 20.920 espectadores Árbitro(s): Gastón Castro |

Fecha 2
| 19 de enero de 1991 | Everton       | 1:1 (1:0) | Naval         | Estadio Regional, Antofagasta                              |                                                            |
|                     | L. Guarda 21' |           | Lee Chong 48' | Asistencia: 21.222 espectadores Árbitro(s): Sergio Vásquez | Asistencia: 21.222 espectadores Árbitro(s): Sergio Vásquez |

| 19 de enero de 1991 | Deportes Antofagasta                   | 3:3 (1:1) | Rangers                                       | Estadio Regional, Antofagasta                              |                                                            |
|                     | Marchant 35' · Hermes Navarro 57', 91' |           | Patricio Marzán 32' · Ortega 81' · Prieto 89' | Asistencia: 21.222 espectadores Árbitro(s): Luis Navarrete | Asistencia: 21.222 espectadores Árbitro(s): Luis Navarrete |

Fecha 3
| 22 de enero de 1991 | Everton                   | 2:0 (1:0) | Rangers | Estadio Regional, Antofagasta                              |                                                            |
|                     | Arasa 15' · L. Guarda 84' |           |         | Asistencia: 26.066 espectadores Árbitro(s): Sergio Vásquez | Asistencia: 26.066 espectadores Árbitro(s): Sergio Vásquez |

| 22 de enero de 1991 | Deportes Antofagasta | 1:3 (1:0) | Naval                                        | Estadio Regional, Antofagasta                             |                                                           |
|                     | Félix Araos 3'       |           | Carreño 55' · Mario Pérez 65' · Francino 80' | Asistencia: 26.066 espectadores Árbitro(s): Gastón Castro | Asistencia: 26.066 espectadores Árbitro(s): Gastón Castro |

- Los 4 equipos participantes en esta liguilla, mantienen sus puestos en sus respectivas categorías para el año 1991. Pero a comienzos de ese año, Naval fue disuelto por la Armada de Chile, por lo que perdió su cupo en la Primera División y en el fútbol profesional y su cupo fue ocupado por Deportes Antofagasta, que fue el tercero de esa liguilla y dejó a Rangers, como el único equipo de la Segunda División, que se mantiene en dicha categoría, para ese año mencionado.